# Гутенек
Гутенек (нім. Guteneck) — громада в Німеччині, розташована в землі Баварія. Підпорядковується адміністративному округу Верхній Пфальц. Входить до складу району Швандорф. Складова частина об'єднання громад Наббург.
Площа — 35,06 км2. Населення становить 824 ос. (станом на 31 грудня 2020).